# Ludwig Dürr (Konstrukteur)

Ludwig Dürr (um 1900)

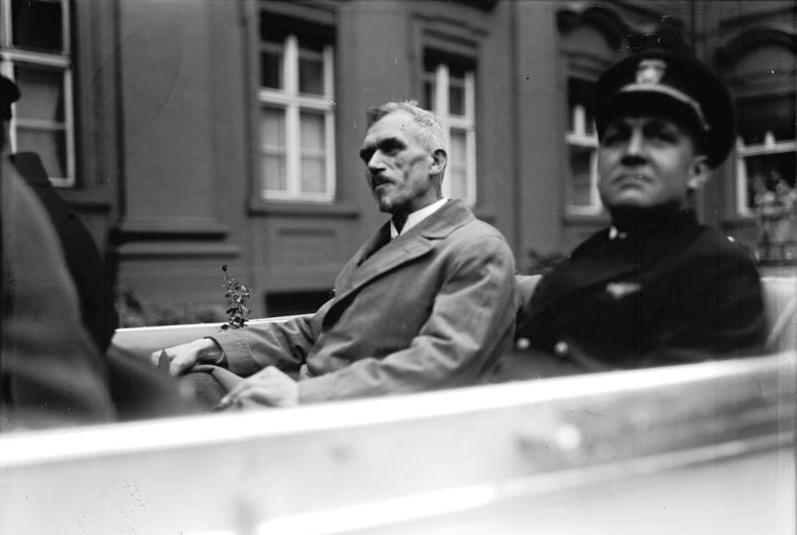
Ludwig Dürr (links) in Berlin, 1928

Ludwig Ferdinand Dürr (* 4. Juni 1878 in Stuttgart; † 1. Januar 1956 in Friedrichshafen) war ein deutscher Luftschiff-Konstrukteur.

## Leben
Ludwig Dürr wurde am 4. Juni 1878 in Stuttgart geboren. Dürr machte nach Abschluss der Bürgerschule eine Mechanikerlehre. Zusätzlich besuchte er in der Zeit die höhere Maschinenbauschule in Esslingen. Noch während seines Studiums arbeitete er ab 1899 im Stuttgarter Konstruktionsbüro der „Gesellschaft zur Förderung der Luftschiffahrt“ mit. Hier lernte er anhand der Konstruktion der LZ 1 die Grundgedanken des Starrluftschiffsbaus von Zeppelin kennen.
Nach erfolgreichem Abschluss seines Studiums folgte er Zeppelin nach Friedrichshafen, wohin Ferdinand Graf von Zeppelin seinen Firmensitz inzwischen verlegt hatte. Hier erlebte er drei erfolgreiche Aufstiege von LZ 1, aber auch die Auflösung der Fördergesellschaft. Zeitweilig war er der einzige verbliebene Mitarbeiter Zeppelins und arbeitete mitunter ohne Bezahlung und Unfallversicherung. In schlichten Baracken am Manzeller Seeufer entwarf er unter primitivsten Bedingungen jene Leichtbauweise, die für alle zukünftigen Zeppelinluftschiffe grundlegend und für die Luftfahrt generell wegweisend sein würde.
Alle folgenden Zeppelinentwürfe (insgesamt 28 verschiedene Typen die in 119 Exemplaren gebaut wurden) stammen von Ludwig Dürr. Er war von LZ 2 bis zum nicht mehr fertiggestellten LZ 131 der Chefkonstrukteur. Von 1913 bis zur Auflösung am 8. Juli 1945 war er der Technische Direktor der Luftschiff Zeppelin GmbH. Zu Beginn seiner Tätigkeit baute er eine kleine Leichtmetallgießerei auf und entwickelte den knick- und biegesteifen Dreiecksträger. Er untersuchte die Dehnbarkeit und Reißfestigkeit verschiedener Hüllenstoffe und prüfte die Gasdichtheit von Zellenstoffen. Er untersuchte und protokollierte den Wirkungsgrad verschiedener Luftschrauben und schuf den ersten Windkanal. Bei all seinen Forschungen ging er sehr systematisch vor und schuf umfangreiche Messreihen. Während des Ersten Weltkrieges ließ Dürr eine Unterdruckkammer zum Höhentest für Flugmotoren bauen.
Ludwig Dürr war aber kein reiner Theoretiker. Zwischen 1906 und 1909 stand er bei fast allen Fahrten von Zeppelinluftschiffen am Höhensteuer. In dieser Funktion steuerte er LZ 5 am 31. Mai 1909 nach einer 37-Stunden-Fahrt völlig übermüdet bei Göppingen in einen Birnbaum.
Nach dem Ersten Weltkrieg kam es zum Verbot des Luftschiffbaus (außer zu Reparationszwecken für die USA), und Ludwig Dürr rettete die Firma mit der Konstruktion von Autoteilen aus Leichtmetall.
Am 19. Juli 1923 (nach anderen Quellen 1925) heiratete er Lydia Beck und wurde mit ihr Vater zweier Töchter und zweier Söhne.
Den Gipfel seines Ansehens erreichte Ludwig Dürr mit der Konstruktion der Großluftschiffe LZ 126, LZ 127, LZ 129 und LZ 130. Er gehörte ab Mai 1937 zur sechsköpfigen Expertenkommission, welche die Zerstörung des Zeppelins LZ 129 untersuchen sollte. Sechs Universitäten und Technische Hochschulen verliehen ihm Ehrendoktorwürden. In seinem Leben erhielt er hohe Auszeichnungen, Orden und Medaillen vom deutschen Kaiser, dem württembergischen König, dem Bundespräsidenten Theodor Heuss, dem Verein Deutscher Ingenieure sowie weiteren Institutionen. Als einer der ersten erhielt er das Bundesverdienstkreuz.
Dennoch stand er bescheiden immer im Schatten der berühmten Luftschiffkapitäne. Seine bescheidene und zurückhaltende Art blieb sein ganzes Leben lang für ihn bestimmend. 1950 übernahm Ludwig Dürr einen Posten im Aufsichtsrat der Metallwerk Friedrichshafen GmbH, der Nachfolgerin der Luftschiffbau Zeppelin GmbH.
Privat war Ludwig Dürr von sportlicher Natur. Er fuhr täglich mit dem Fahrrad zur Arbeit, fuhr gerne Ski und war ein begeisterter Ballonfahrer. Er liebte die Berge und war von 1920 bis 1945 der Leiter des Friedrichshafener Alpinistenvereins. Ein Höhenweg im Verwall, der die Darmstädter Hütte mit der Friedrichshafener Hütte verbindet, trägt seinen Namen. Ludwig Dürr war der erste Motorradfahrer seiner Heimatstadt. Er starb am 1. Januar 1956.
Graf Zeppelin setzte ihm schon vorher in seinem Tagebuch ein Denkmal: „Der Name Dürr wird mit dem Zeppelinluftschiffbau auf immer verbunden sein.“

## Auszeichnungen und Ehrungen
- 1938: Ehrenmitglied des Vereins für Geschichte des Bodensees und seiner Umgebung[2]
- 1953: Großes Verdienstkreuz der Bundesrepublik Deutschland
- Ehrendoktorwürde der Technischen Hochschulen und Universitäten Freiburg, Heidelberg, Karlsruhe, Stuttgart, Tübingen und Graz
- Ehrenbürgerwürde der Städte Friedrichshafen und Echterdingen
- Nach ihm benannte Ludwig-Dürr-Straßen gibt es in Göppingen, Berlin, Münster, Rheine, Süßen, Friedrichshafen, Zeppelinheim, Gelsenkirchen und Echterdingen, in Stuttgart und Itzehoe bzw. Weimar gibt es eine nach ihm benannte Dürrstraße.
- Nach ihm ist die Ludwig-Dürr-Schule, eine Grund- und Hauptschule mit Werkrealstufe in Friedrichshafen, benannt.
- Nach ihm wurde die hochalpine Verbindung zwischen der Friedrichshafener und der Darmstädter Hütte im Verwall-Gebirge in Ludwig-Dürr-Weg benannt.

## Schriften
- Fünfundzwanzig Jahre Zeppelin-Luftschiffbau. V.D.I.-Verlag, Berlin 1924. – Nachdruck in: Peter Kleinheins, Wolfgang Meighörner (Hg.): Die großen Zeppeline. Die Geschichte des Luftschiffbaus. Springer, Berlin, 3., überarbeitete Aufl. 2005, ISBN 3-540-21170-5. S. 27–111.